# Syncephalis sphaerica
Syncephalis sphaerica Tiegh. – gatunek grzybów z rzędu zwierzomorkowców (Zoopagales). Grzyb mikroskopijny.

## Systematyka i nazewnictwo
Pozycja w klasyfikacji według Index Fungorum:
Syncephalis, Piptocephalidaceae, Zoopagales, Incertae sedis, Zoopagomycetes, Zoopagomycotina, Zoopagomycota, Fungi.
Po raz pierwszy opisał go w 1875 r. Philippe Édouard Léon Van Tieghem na odchodach. Synonim: Vantieghemia sphaerica (Tiegh.) Kuntze 1891.

## Morfologia
Strzępki grzybni wegetatywnej o średnicy 0,5 µm. Sporangiofory wzniesione, pojedyncze lub po 1–6 w gronach, o wysokości 400–600 µm i średnicy 12–22 µm u podstawy, zwężające się w kierunku pęcherzyka, poniżej niego najcieńsze, mają tu średnicę 6–7 µm. Bardzo rzadko rozgałęziają się. Chwytniki palczaste, o długości 3–6 µm, oddzielone od sporangioforu wyraźną przegrodą u podstawy. Główki sporangioforu owalne lub kuliste, o średnicy 27,5–44 µm, z merosporangiami zebranymi w gęstym gronie w górnej połowie główki. Merosporangia cylindryczne, w dojrzałym stadium dzielące się na 3–6 merospor, zwykle trzy. Po oddzieleniu się ich na pęcherzyku pozostają wyraźne brodawki. Merospory grube, cylindryczne lub w kształcie pręta, 5–5,1 × 11–12,5 µm. Błona pochodząca ze ściany merosporangiów pozostaje na powierzchni zarodników, tworząc prążki. W pobliżu obu końców zarodników występują refrakcyjne ciałka, w masie bladożółte. Nie zaobserwowano zygospor.

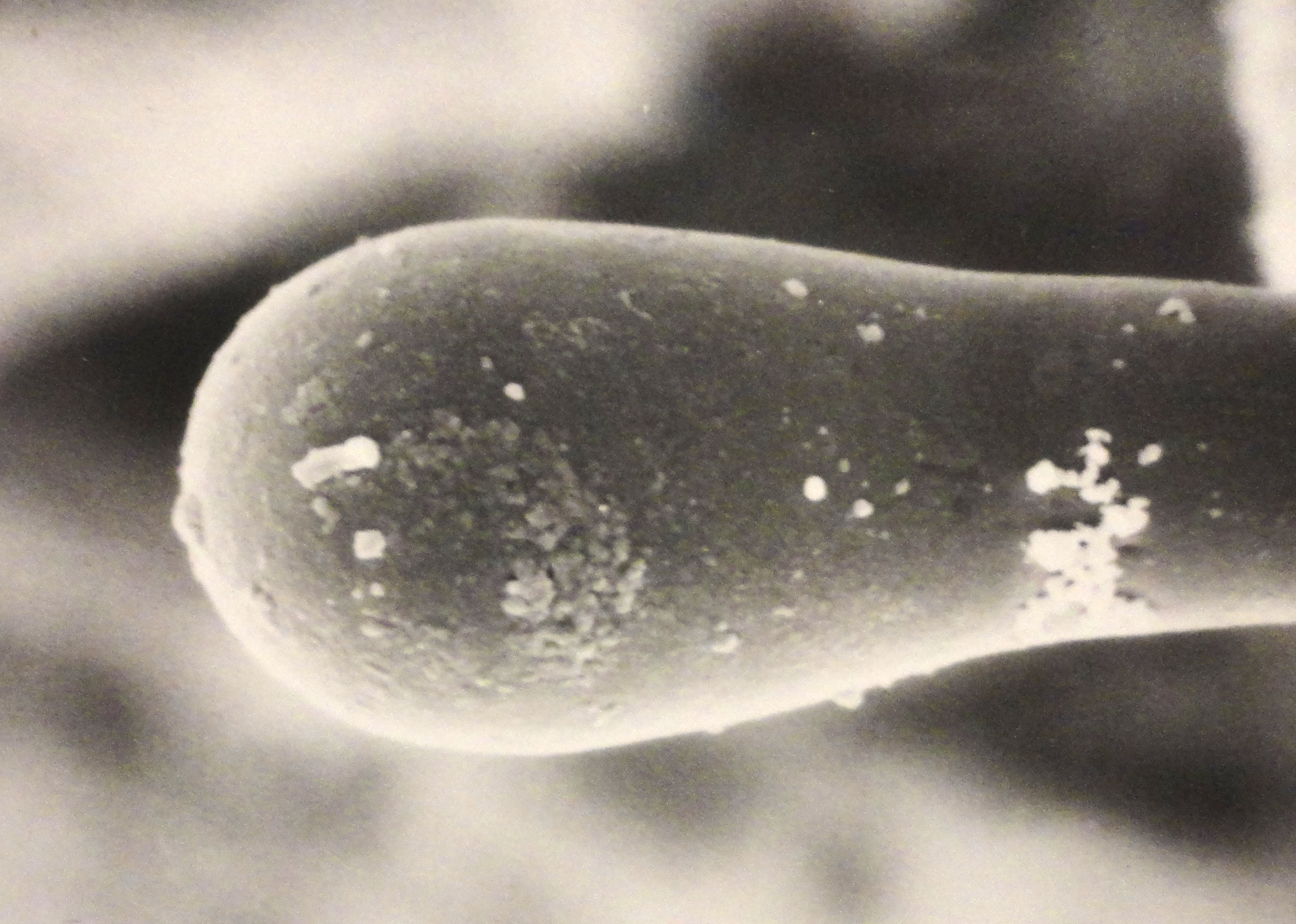
1
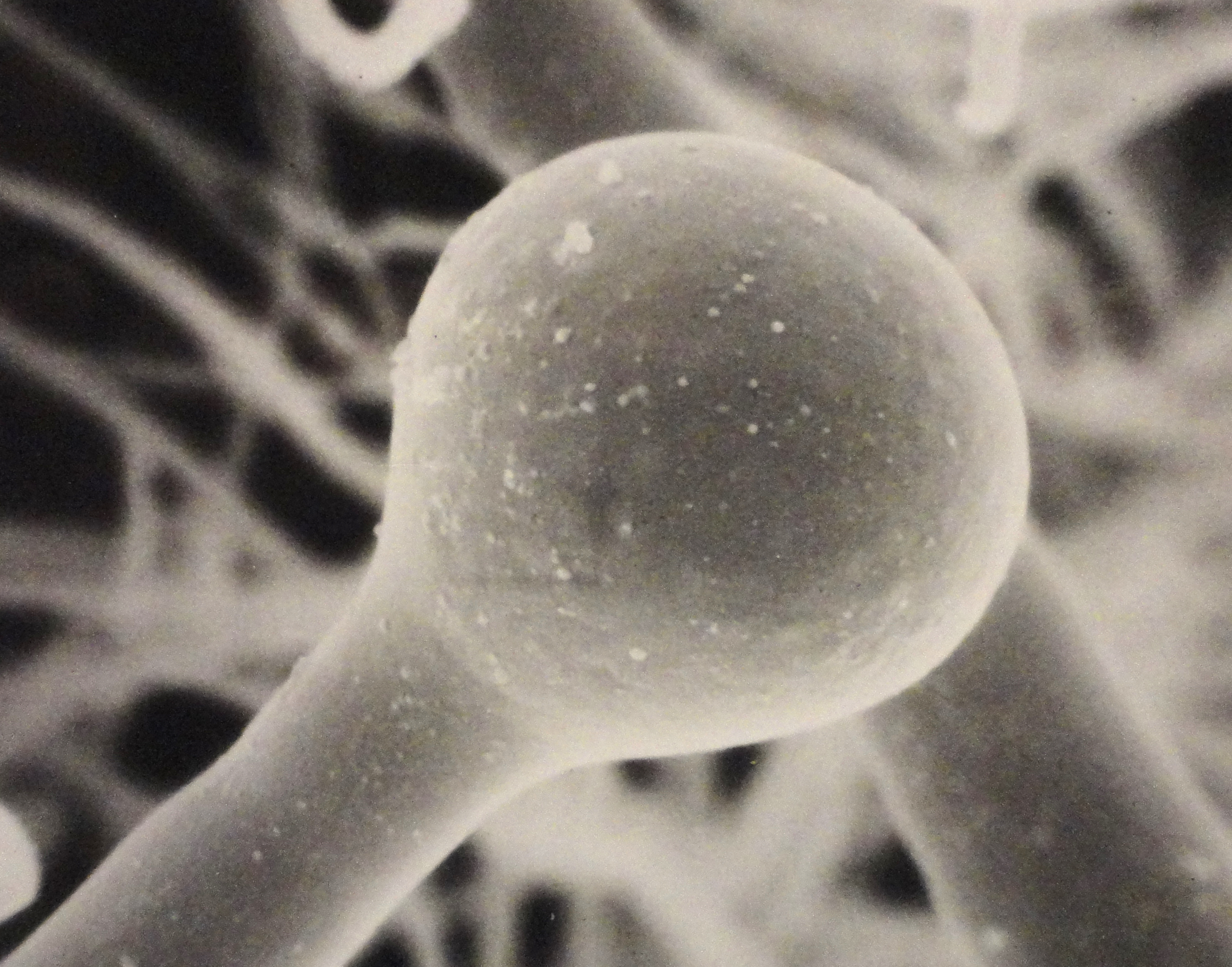
2
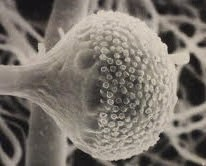
3
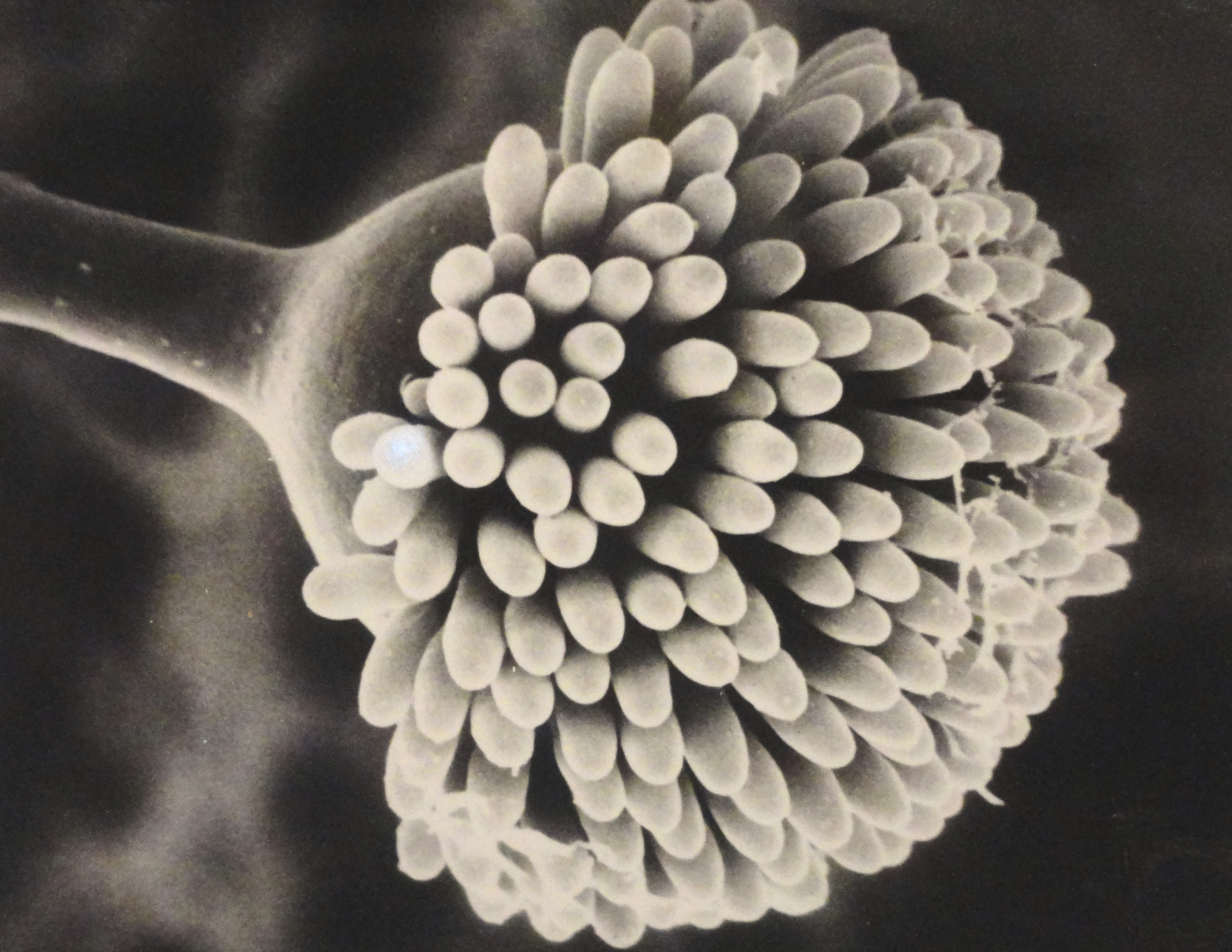
4
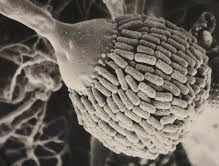
5
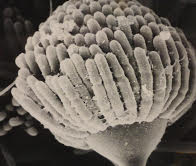
6

## Występowanie i siedlisko
Grzyb koprofilny. W Polsce podano kilka jego stanowisk na ziemi i na zwierzęcych odchodach. Także grzyb nagrzybny, rozwijający się na grzybniach innych grzybów, zwłaszcza Mucorales. Wyizolowano go np. na grzybni Gongronella butleri.